# 紫柏街道
紫柏街道，是中华人民共和国陕西省汉中市留坝县下辖的一个街道办事处。
2015年，陕西省民政厅批复同意撤销留坝县城关镇，设立紫柏街道办事处。

## 行政区划
紫柏街道下辖以下地区：
城关社区、城关村、大滩村、小留坝村、陶沙坝村和青羊铺村。